# Chapa de costas
Chapa de costas (plano de costas) é um chute de empurrão para trás na capoeira, sendo um dos poucos chutes principais dessa arte. É também um golpe fundamental na arte marcial africana engolo, considerada antecessora da capoeira.
A chapa de costas é um chute típico da capoeira Angola. Esse chute "malicioso" é semelhante à chapa de frente, porém aplicado de costas para o oponente.

## Origem

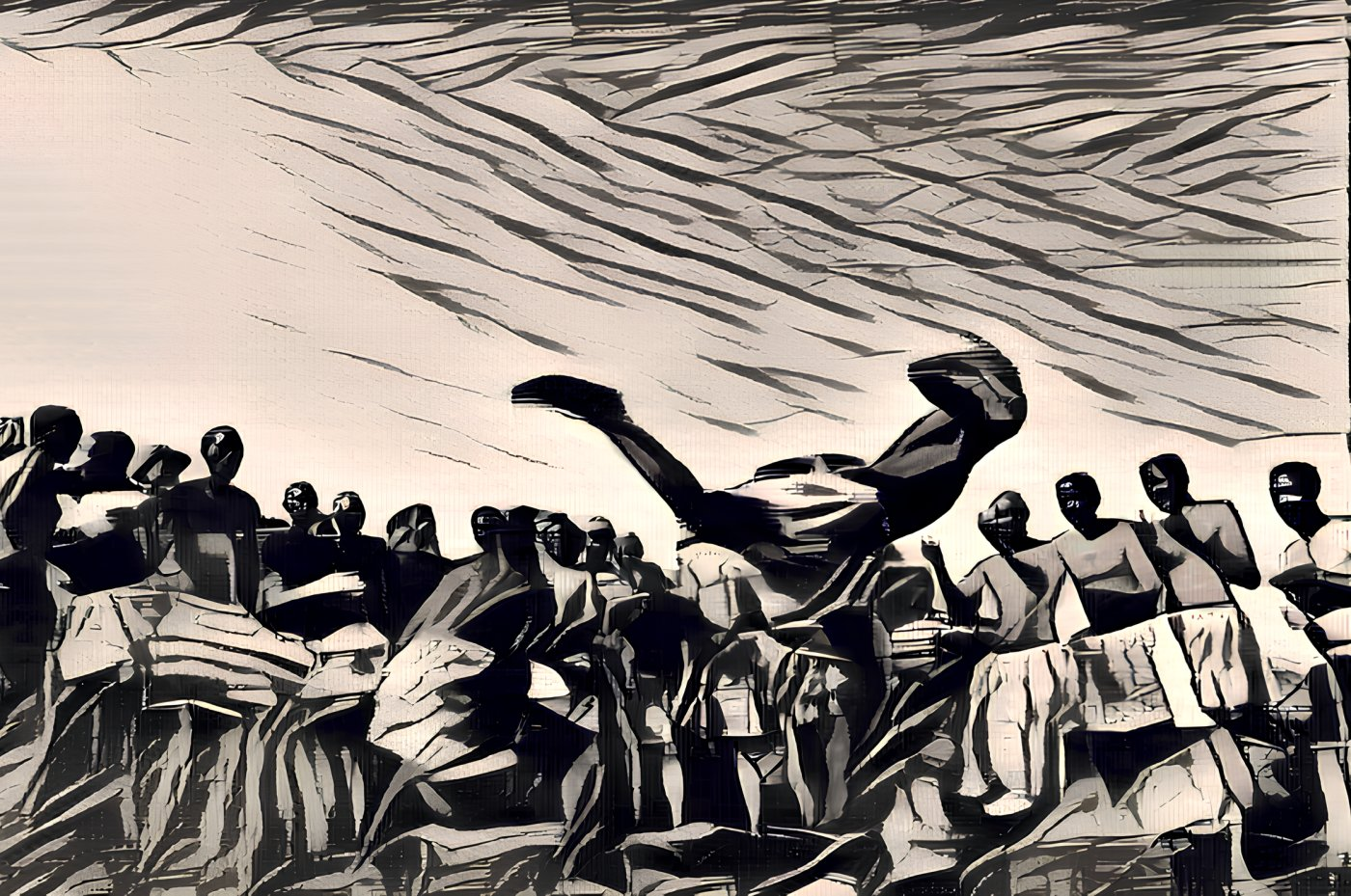
Chute de zebra no ngolo

Diversos chutes empurrando para trás são comuns no engolo, uma arte marcial de origem angolana considerada ancestral da capoeira. Os praticantes de engolo frequentemente realizam rotações com chutes traseiros, com ou sem salto. Outra variação é um chute em gancho executado por trás, semelhante ao gancho de costas na capoeira. Esse tipo de chute é utilizado quando o tronco superior do oponente está próximo ao corpo do praticante.
O ngolo imita comportamentos animais, e as técnicas básicas do engolo parecem derivar da forma específica de combate das zebras. Uma característica marcante do engolo é o "chute de zebra", um chute para trás executado com as palmas das mãos tocando o chão.

## Técnica
A chapa de costas geralmente tem como alvo o rosto ou a região genital do oponente.
Segundo o mestre Pastinha, a chapa de costas é um "golpe traiçoeiro quando usado contra alguém que não conhece a capoeira", pois o adversário é atingido com violência no momento em que acredita que o atacante está recuando. Por isso, Pastinha alerta que um capoeirista prudente é "desconfiado" e não se deixa enganar pelo aparente recuo de um agressor em potencial.

## Variações

### Coice de mula

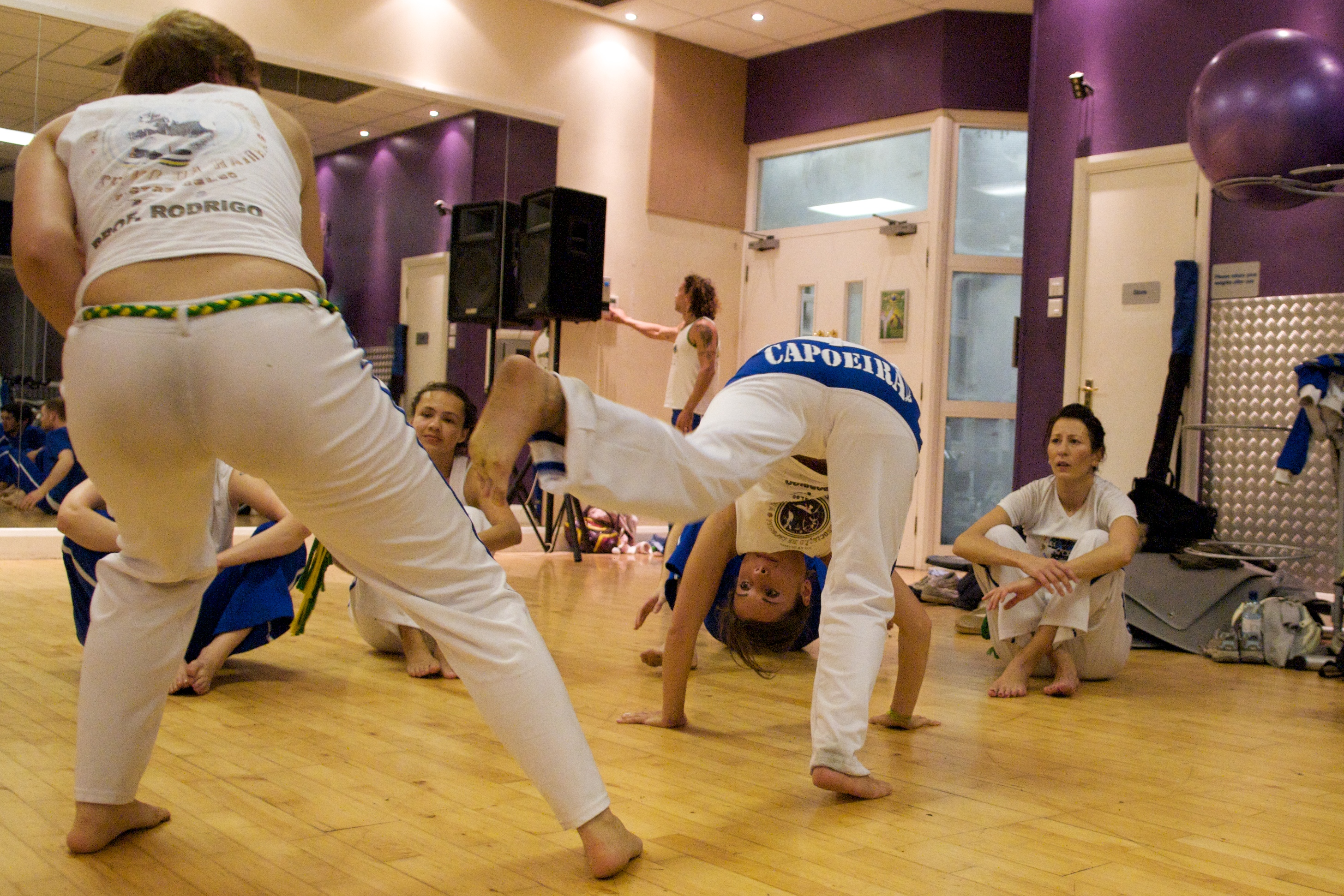
Chapa de costas com as mãos no chão, também chamada de coice de mula

Existe uma variação baixa da chapa de costas, realizada com ambas as mãos no chão enquanto uma das pernas é projetada em direção ao adversário. Nessa variante, a chapa de costas se assemelha a um coice de mula.
O coice de mula é um chute direto para trás, executado enquanto o capoeirista observa o oponente entre os braços. O movimento começa com o joelho dobrado e, em seguida, a perna é impulsionada diretamente em direção ao alvo. A sola do pé é a superfície de impacto.
A chapa de costas baixa possui o aspecto singular de se apoiar em três membros no chão, ao invés de um, o que proporciona uma base extremamente estável para o chute.
Para ganhar impulso, o coice de mula pode ser iniciado a partir da posição de negativa. Após o giro, quando o corpo se apoia nos pés e mãos, uma perna é lançada em direção ao adversário com o calcanhar à frente.

### Coice duplo
Como o nome indica, o coice duplo é um golpe desferido com os dois pés no peito ou no abdômen do oponente. Para executar o chute, o capoeirista, partindo de uma posição de frente para o adversário, gira o corpo apoiando as mãos no chão, de costas para o oponente. Em seguida, ao dobrar e erguer as pernas, lança ambos os pés simultaneamente em direção ao alvo escolhido.
O coice duplo é um movimento ofensivo perigoso que pode ser utilizado ao escapar por baixo de um golpe como a armada, a queixada ou a meia-lua-de-compasso. Para aplicá-lo, o capoeirista deve se esquivar do ataque e se aproximar do agressor executando meio rolê. Em seguida, deve desferir um chute com os dois pés, com força, sob o queixo do oponente.

## Defesas
A defesa contra a chapa de costas em pé pode ser realizada com uma descida rápida e a aplicação de uma queda, como a rasteira.